# Praliné

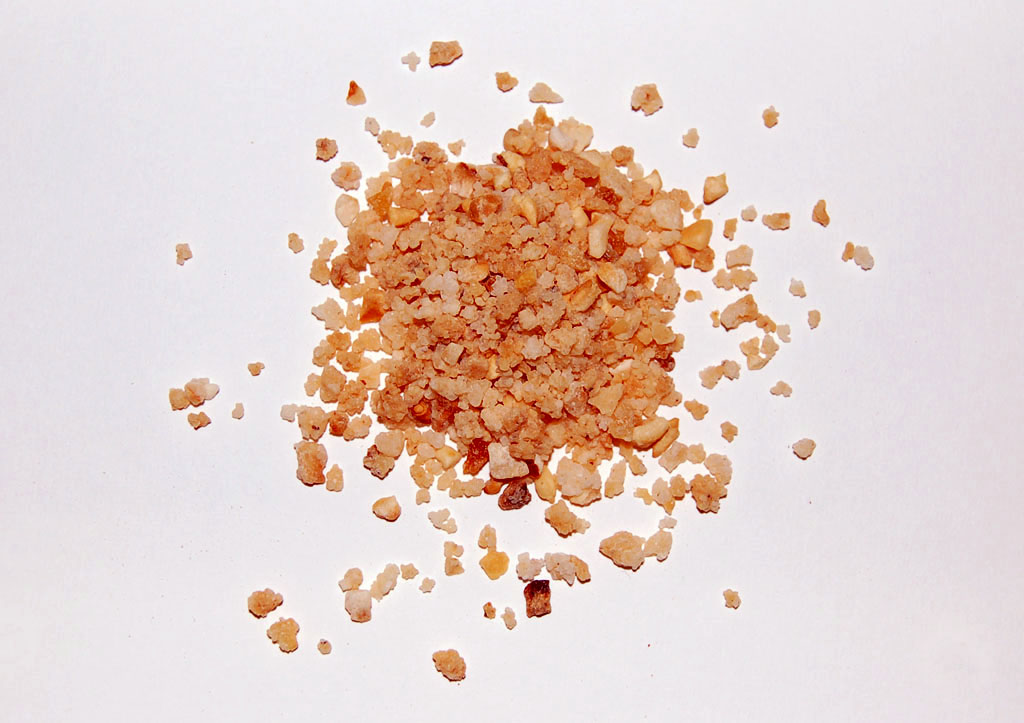
El pralin: si se tritura más fino da la pasta llamada praliné.

El praliné es una pasta utilizada en repostería y compuesta tradicionalmente de una mezcla de almendra o avellana confitada en azúcar caramelizado. Se utiliza la misma cantidad de almendras que de azúcar.
Al igual que el pralin y la pralinoise, se emplea como base para rellenos y coberturas de piezas de repostería y de bombones de chocolate. Praliné, pralin y pralinoise son términos y técnicas culinarias franceses procedentes de la repostería y confitería de Francia y Bélgica.

## Praliné,pralinypralinoise
La mezcla de caramelo y frutos secos se deja enfriar y se endurece; si se ralla grueso (o se machaca con un mazo) se obtiene un polvo granulado: es el pralín. Se incorporará a cremas de relleno en las que se aprecia que se noten las pepitas crocantes de los frutos secos caramelizados, o servirá de cobertura para galletas, tartas y bombones.
Si se tritura el pralin más fino, o se pulveriza, se obtiene una pasta aceitosa debido a que la grasa de los frutos secos emulsiona la mezcla. Es el praliné. Envuelto en ganache (con un contenido de un 25% de chocolate por lo menos para que al meterse en la boca llegue a fundirse con el calor del aliento), el praliné se emplea para confeccionar diferentes bombones.
Añadiendo cacao al praliné, se obtiene una pralinoise. La pralinoise puede ser también una mezcla de praliné con chocolate o ganache.
No debe confundirse el praliné con la praline, que es una almendra recubierta de azúcar caramelizado, similar a la almendra garrapiñada.